# Zbych Trofimiuk
Zbych Krzysztof Trofimiuk, né le 7 avril 1979, est un acteur australien d'origine tchèque. Il est principalement connu pour son rôle de Paul Reynolds dans la série télévisée Les Maîtres des sortilèges (Spellbinder).
Son père, Jurak Trofimiuk, est un peintre tchèque. Sa mère, Zoja Trofimiuk, est une sculptrice reconnue internationalement.

## Biographie
Zbych Trofimiuk naît le 7 avril 1979 à Prague (République tchèque). Sa famille s'installe en Australie lorsqu'il est âgé de quatre ans. Il fréquente la Melbourne Boys Highschool.
Il débute avec un rôle mineur dans la série télévisée The Man From Snowy River (La Saga des McGregor) en 1993, mais il doit sa renommée à deux séries pour la jeunesse de la télévision australienne, où il tient à chaque fois le rôle principal :
- Mike Masters dans les Chasseurs d'étoiles (Sky Trackers) en 1993, pour lequel il reçoit l'AFI (Australian Film Institute) Award comme Meilleur Nouveau Talent
- Paul Reynolds dans Les Maîtres des sortilèges (Spellbinder) en 1994, série acclamée et traduite dans de nombreux pays - il est récompensé par le Premier’s VCE Award en 1996

Il se consacre ensuite à ses études, fréquente la Sandrigham Highschool, et obtient finalement un B.A. (Bachelor of Arts) à la Victoria University[Laquelle ?] en 2004. Il est actuellement chargé de cours dans les arts et le théâtre à l'université Monash.
Il retourne à la comédie en 2005 en jouant dans la pièce de théâtre Bunny.
Il pratique le ski, l'équitation et le karaté.[réf. nécessaire] Il réalise également des dessins et des peintures.
Il vit actuellement à St Kilda, dans l'État de Victoria (Australie).

## Filmographie
- 1993 : The Man From Snowy River (La Saga des McGregor), série télévisée - rôle : Darcy Reilly dans l'épisode 18 de la saison 2
- 1993 : Chasseurs d'étoiles (Sky Trackers), série télévisée de 26 épisodes - rôle : Mike Masters
- 1994 : A Country Practice, soap opera
- 1994 : Les Maîtres des sortilèges (Spellbinder), première saison, série télévisée de 26 épisodes - rôle : Paul Reynolds

## Théâtre
- 2005 : Bunny (à La Mama theatre à Melbourne)
- 2007 : Elmo (à La Mama theatre à Melbourne)